# نور أداد
نور أداد هو ملك أموري لسلالة لارسا حكم من سنة 1801 ق م حتى سنة 1785 ق م، خلف الحكم من أبيه سومل وخلفه في الحكم إبنه سين إيدينام.